# Даниловка (Перелюбский район)
Даниловка — деревня в Перелюбском районе Саратовской области России. Входит в состав Тепловского муниципального образования.

## История
В «Списке населённых мест Самарской губернии по сведениям 1859 года» населённый пункт упомянут как казённая деревня Даниловка Николаевского уезда (3-го стана) при речке Тепловке, расположенная в 80 верстах от уездного города Николаевск. В деревне имелось 46 дворов и проживал 251 житель (127 мужчин и 124 женщины).

Согласно «Списку населённых мест Самарской губернии по сведениям за 1889 год» в деревне Даниловка, относившейся к Грачёво-Кустской волости, насчитывалось 74 двора и проживало 350 человек. Имелось две ветряные мельницы.
По данным 1910 года в Даниловке имелось 94 двора и проживало 658 человек (337 мужчин и 321 женщина). Функционировали церковь, две мельницы и школа.

## География
Деревня находится в северо-западной части района, в пределах Сыртовой равнины, на правом берегу реки Тепловка, на расстоянии примерно 36 километров (по прямой) к северо-западу от села Перелюб. Абсолютная высота — 88 метров над уровнем моря.
Часовой пояс
Деревня Даниловка, как и вся Саратовская область, находится в часовой зоне МСК+1. Смещение применяемого времени относительно UTC составляет +4:00.

## Население
| 2010 |
| ---- |
| 13   |

Гендерный состав
По данным Всероссийской переписи населения 2010 года в гендерной структуре населения мужчины составляли 30,8 %, женщины — соответственно 69,2 %.
Национальный состав
Согласно результатам переписи 2002 года, в национальной структуре населения русские составляли 45 %, чеченцы — 42 % из 141 человека.

## Улицы
Уличная сеть деревни состоит из одной улицы (ул. Степная).